# Erlend Skomsvoll

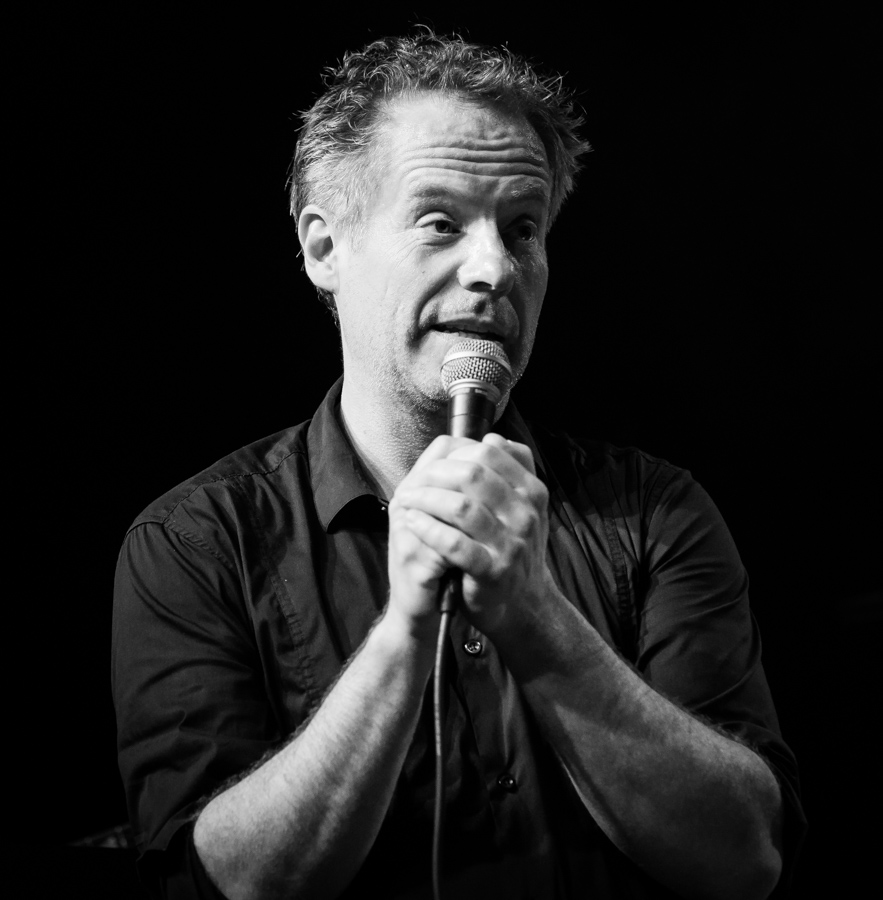
Erlend Skomsvoll (2017)
Bild: Tore Sætre

Erlend Fredrik Skomsvoll (* 12. Mai 1969 in Bærum) ist ein norwegischer Jazzmusiker (Piano, Keyboards, Akkordeon, Tuba, Komposition, Arrangement), der seine eigene Band leitet und mit Madrugada, Kaizers Orchestra, Nils Petter Molvær, Chick Corea und Pat Metheny zusammengearbeitet hat.

## Leben und Wirken
Skomsvoll studierte an der Norges Musikkhøgskole in Oslo und von 1994 bis 1998 im Jazzprogramm des Trondheim Musikkonservatorium. Während der Zeit in Trondheim spielte er mit Wibutee (mit Håkon Kornstad und der Sängerin Live Maria Roggen) und begann 1998 seine Zusammenarbeit mit der Gruppe Come Shine um dieselbe Sängerin, mit der er vier Alben einspielte. Im Jahr 2000 ging er ans Midt-norsk jazzsenter des Norsk Kulturråd und arbeitete dort als Instrumentalist, Dirigent und Arrangeur mit dem Trondheim Jazz Orchestra, das in dieser Zeit Konzerte mit Pat Metheny, den New York Voices und Chick Corea gab. Für das Trondheim Jazz Orchester schrieb er auch Stücke des Albums What If? A Counterfactual Fairytale (2009).
Zudem arbeitete Skomsvoll mit der Konsen Big Band, Marit Sandvik, Kirsti Huke und Morten Abel. Mit Mark Adderley schrieb er eine Komposition für das Oslo Filharmoniske Orkester (2004). 2005 arbeitete er mit Madrugada und der Bodø Sinfonietta in einer Produktion für Nordland Musikkfestuke zusammen sowie mit dem Trondheim Musikkteater in der Production Spor.
1996 gründete er sein Skomsvoll Orkester, 2004 Skomsork (mit Eirik Hegdal, Thomas T. Dahl, Ole Marius Sandberg und Thomas Strønen) für die er alle Stücke schreibt. 2008 leitete er das Quartett Skoms mit Ola Kvernberg, Ole Morten Vågan und Børge Fjordheim, mit dem er eine CD und DVD veröffentlichte.

## Preise und Auszeichnungen
Skomsvoll war 2001 der norwegische Kandidat für den neu begründeten European Jazz Prize. Gemeinsam mit Come Shine erhielt er 2002 den Spellemannprisen in der Jazzkategorie für das Jazz für das Album Do Do That Voodoo. 2003 erhielt er De unges Lindemanpris aufgrund des Votums von Christian Eggen, dem Gewinner des Lindeman Prize 2003. Auf dem Oslo Jazzfestival 2013 wurde ihm der Ella-prisen zugedacht. Im Jahr 2014 wurde er mit dem Buddyprisen der Norwegischen Jazzföderation geehrt und erhielt einen Spellemannprisen in der Klassik-Kategorie für das Album Holberg Variations.

## Diskographische Hinweise
- Skomsork Skomsork (Park Grammofon, 2004)
- Skoms 52:29 (Grappa, 2008)
- Come Shine Red and Gold (Jazzland Recordings, 2014)
- Christian Ihle Hadland & 1B1 Holberg Variations (Grappa 2014)